# Gjakova
Gjakova (albanisch definit, indefinit Gjakovë; serbisch Ђаковица Đakovica; türkisch Yakova) ist mit knapp 42.000 Einwohnern die siebtgrößte Stadt des Kosovo und liegt im Südwesten des Landes nahe der Grenze zu Albanien. Sie ist Amtssitz der gleichnamigen Gemeinde und des Bezirkes. Die im 15. Jahrhundert vom Stamm Merturi gegründete Stadt ist heute von vielen historischen Bauten und großen Industriegebieten geprägt.

## Geographie

### Geographische Lage

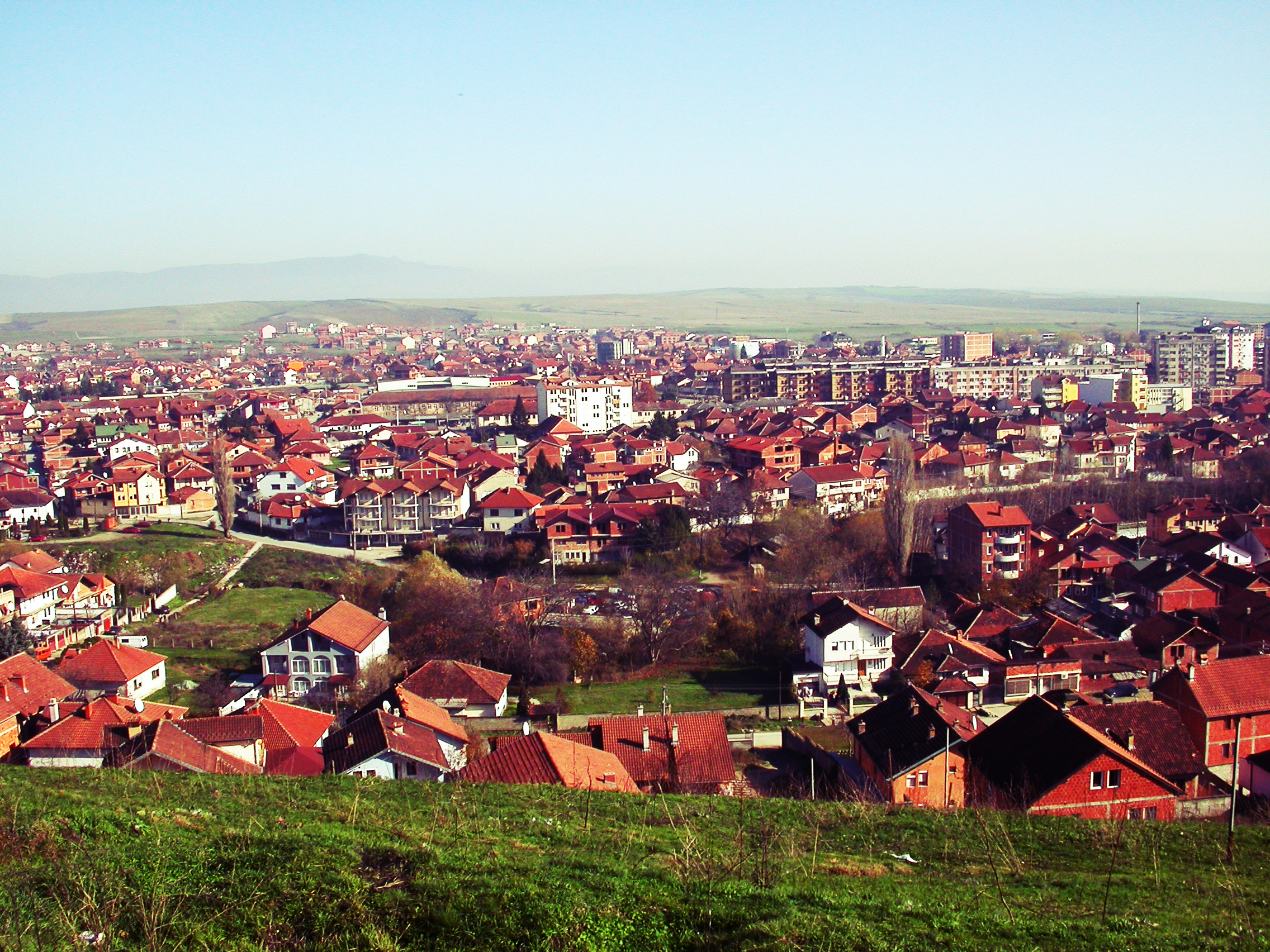
Blick über Gjakova Richtung Osten

Gjakova ist im Südwesten des Kosovo gelegen, etwa auf halbem Weg zwischen den Großstädten Peja im Norden und Prizren im Süden. Nordöstlich der Stadt öffnet sich die westkosovarische Großebene Metochien, während im Südwesten die Bergspitzen des Prokletije in die Höhe ragen. Gjakova liegt genau am Eingang des Erenik-Tales, wo der Stadtfluss Krena von Norden her in den Bergfluss Erenik mündet. Dieser fließt nach einigen Kilometern oberhalb der Drin-Schlucht in den Weißen Drin, den längsten Fluss des Kosovo.
Acht Kilometer Luftlinie nördlich der Stadt hinter einigen Hügeln liegt der Radoniq-Stausee. Die dortigen Wasserkraftwerke versorgen große Teile der Umgebung mit Elektrizität. Zudem spielt er für die Trinkwasserversorgung eine wichtige Rolle.

### Klima
In Gjakova herrscht wie im ganzen Land Kontinentalklima mit ausgeprägten, jahreszeitlich bedingten Temperaturschwankungen. Die Sommer können heiß und niederschlagsarm, die Winter kalt und niederschlagsreich werden.

## Geschichte

### Frühphase
Gjakova wurde Ende des 14. Jahrhunderts gegründet. Es gibt zwei Theorien, die den Namen der Stadt zu erklären versuchen. Die eine Theorie ist vor allem unter serbischen Historikern anerkannt und behauptet, dass die Stadt nach einem gewissen Jakov benannt wurde. Dieser soll in Đakovica seinen Herrschaftssitz gehabt haben und Vasall von Vuk Branković (1345–1397) gewesen sein. Dieser Jakov prägte auch eigene Münzen. Die andere Theorie wiederum führt den albanischen Stadtnamen Gjakova auf das albanische Wort für „Blut“, gjak, zurück.
Über die Stadt herrschten im späten Mittelalter verschiedene serbische Fürsten, bis sie 1454 von den Osmanen erobert wurde. Nach der osmanischen Katasterzählung von 1485 war Đakovica oder Yakova (osmanisch) ein Dorf mit 65 serbischen und möglicherweise zwei albanischen Haushalten. Im 16. Jahrhundert wird die Kirche von Đakovica als ein Metochi des Klosters von Dečani genannt. In dieser Zeit beginnt verstärkt die albanische Einwanderung in das heutige Metochien (albanisch Rrafsh i Dukagjinit) und damit auch in das bis dahin albanisch-serbische Grenzland um Đakovica.
Nördlich befand sich das mittelalterliche Kastell von Cërmjan.

### Osmanische Periode

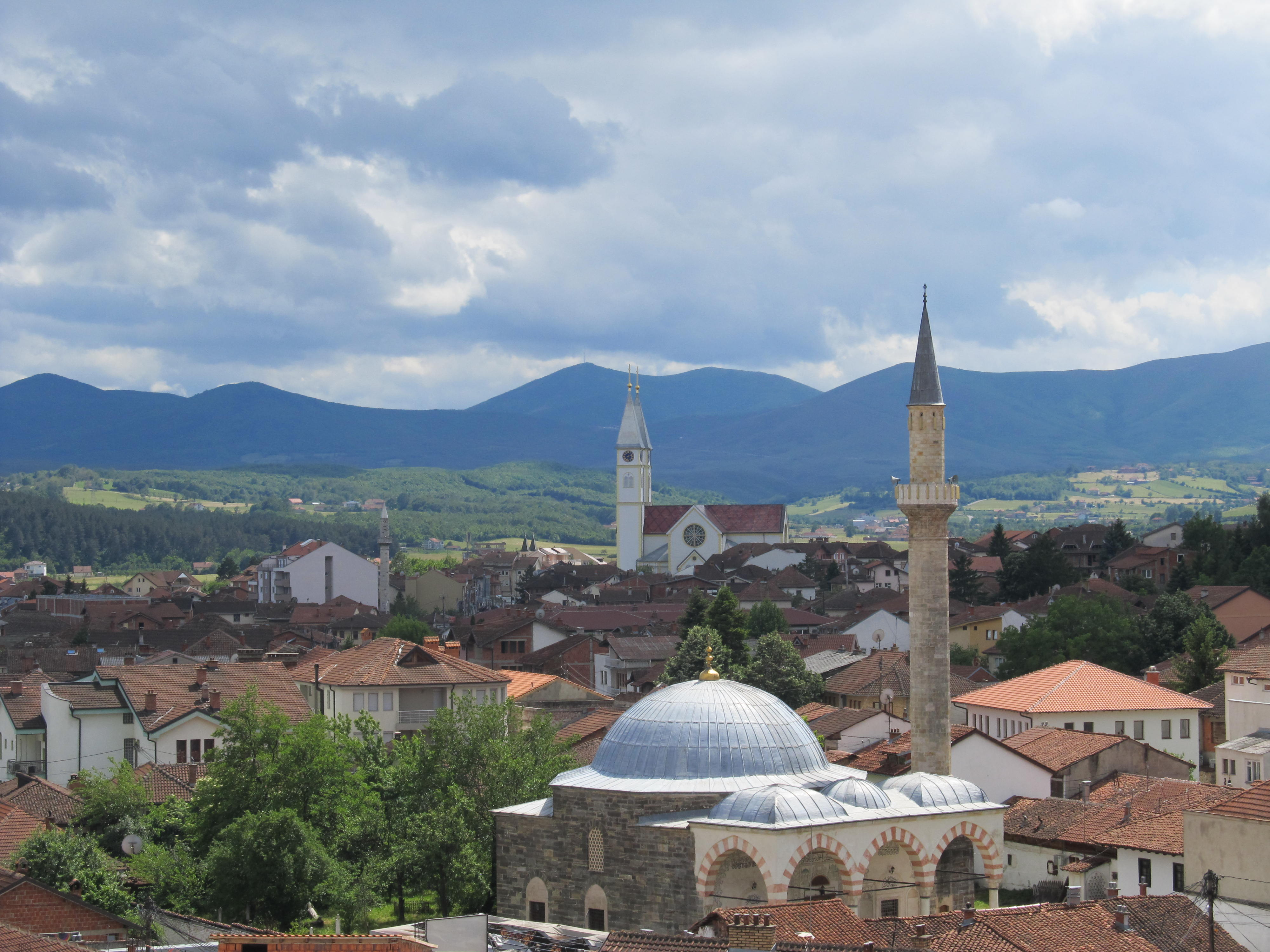
Moschee und Kirche prägen das historische Stadtzentrum

Die Geschichte Gjakovas ist eng verbunden mit jener des benachbarten Hochgebirges. Im Laufe der frühen Neuzeit – besonders im 17. und 18. Jahrhundert – siedelten sich immer wieder Hochlandbewohner in der Ebene um die Stadt an, teils aus wirtschaftlichen Gründen, teils auf Betreiben der Osmanen. So bestehen zum einen starke familiäre Bindungen zwischen den Bewohnern der Gegend von Gjakova und jenen des Hochlandes; zum anderen ist Gjakova bis heute ein Zentrum der kleinen römisch-katholischen Gemeinschaft im Kosovo.
Auch Gjakova blieb vor dem wachsenden Nationalismus auf der Balkanhalbinsel nicht verschont. 1845 organisierten Albaner einen Aufstand gegen das Osmanische Reich. Sie protestierten gegen die ihnen auferlegten, zu hohen Steuern und die Politik der Zentralisierung. Nach der Zerschlagung des Aufstandes wurden viele albanische Einwohner Gjakovas inhaftiert oder nach Kleinasien verbannt.
Mit dem Aufstreben des Nationalismus überall auf der Balkanhalbinsel im 19. Jahrhundert begannen auch in Gjakova albanische Intellektuelle sich für eine Autonomie oder Unabhängigkeit des albanischen Volkes vom Osmanischen Reich einzusetzen. Viele Söhne der Stadt wurden bekannte Persönlichkeiten der albanischen Nationalbewegung Rilindja (deutsch Wiedergeburt). Die 1878 gegründete Liga von Prizren versuchte die Ideen einer Vereinigung der albanischen Nation zu verwirklichen und hatte in Gjakova ein Kontaktbüro.
1878 kam der osmanische Feldmarschall Mehmed Ali Pascha nach Gjakova, um im Auftrag des Sultans die auf dem Berliner Kongress beschlossene Abtretung von Grenzgebieten des Osmanischen Reiches an Montenegro durchzusetzen. Tausende belagerten die Kulla, in der er sich aufhielt, stürmten sie und töteten ihn.

### Wechselnde Herrschaften im frühen 20. Jahrhundert
In den Balkankriegen 1912/13 kam Gjakova endgültig zum Königreich Serbien, während das historische Hinterland der Stadt im Süden und Westen durch die neue Grenzziehung abgetrennt wurde und seitdem zu Albanien gehört. Die traditionell starken Beziehungen zwischen dem heutigen nordalbanischen Bergland und der Stadt in der Ebene wurden so dauerhaft gestört. Im Sommer und Herbst 1913 erhoben sich albanische Muslime in Gjakova und Umgebung gegen die serbische Militärverwaltung; der Aufstand der sogenannten Kaçaken wurde jedoch niedergeworfen. Am 7. September 1913 annektierte das mit Serbien verbündete Montenegro die Gegend um Gjakova.
Im Herbst 1915 marschierten im Zuge des Ersten Weltkrieges, der in Südosteuropa de facto eine Fortsetzung der Balkankriege war, bulgarische Truppen in Gjakova ein. Nach dem Krieg wurde Kosovo dem neuen Königreich der Serben, Kroaten und Slowenen angeschlossen. In den 20er und 30er Jahren wurden im Zuge der serbischen Bevölkerungspolitik etwa 13.000 serbische Siedler in der albanisch dominierten Gegend von Gjakova angesiedelt, so dass sich der serbische Bevölkerungsanteil von 8,3 auf 33 Prozent vervierfachte.

### Gjakova zu jugoslawischen Zeiten
Gegen Ende des Zweiten Weltkrieges wurde die Stadt von den Tito-Partisanen erobert. In der Folge kam es am 11. März 1945 in Gjakova zur ersten größeren Demonstration im Kosovo, als albanische Frauen gegen die Einziehung ihrer Männer und Söhne in die Volksbefreiungsarmee protestierten. Eine Teilnehmerin wurde anschließend zum Tode verurteilt.
Im diktatorischen Jugoslawien erlebte die Stadt eine angehende Industrialisierung, so fanden beispielsweise in der neu gegründeten Fabrik zur Baumwollverarbeitung Emin Duraku etwa 2000 Menschen Arbeit. In diesem Zusammenhang wurde Gjakova, das zum Ende des Zweiten Weltkrieges im Wesentlichen aus seiner osmanischen Altstadt bestand, deutlich ausgebaut.
Vor und während des Kosovokrieges zählte die Gegend um Gjakova zu den Hochburgen des albanischen Widerstandes gegen die jugoslawische Staatsmacht, ab 1997 auch zu den Zentren der UÇK, die hier sowohl die Anfänge einer eigenen Verwaltungsstruktur aufbaute, als auch gegen nicht-albanische Teile der Bevölkerung vorging, jedoch im Sommer 1998 vorerst wieder zurückgeschlagen wurde. Während des Krieges – insbesondere beim Abzug der serbischen Truppen 1999 – wurde die Altstadt stark zerstört, inzwischen wurde sie jedoch wieder aufgebaut. Unweit der Stadt fand am 27. April 1999 das Massaker von Meja statt, in dem 294 Menschen Mitgliedern der Jugoslawischen Volksarmee und Mitgliedern verschiedener serbischer Freischärlerverbände zum Opfer fielen.

## Bevölkerung

### Ethnische Struktur
Im eigentlichen Ort Gjakova wurden 2011 40.827 Einwohner erfasst.
Die etwa 586 Quadratkilometer große Gemeinde Gjakova besteht neben der Stadt selbst noch aus 90 weiteren Ortschaften, die in der Umgebung liegen. Die Gemeinde zählte zuletzt 94.556 Einwohner (2011). Die Bevölkerungsdichte betrug somit knapp 161 Einwohner/km².
Im Jahr 2000 schätzte die UNMIK für die Gemeinde (damals mit ein wenig anderen Grenzen) etwa 152.000 Einwohner. Ethnisch war sie sehr homogen: 95,5 Prozent der Bevölkerung waren Albaner. Zu den Minderheiten zählten mit 4 Prozent die Aschkali und mit 0,4 Prozent die Roma. Weiters bestand eine kleine bosniakische Minorität.
Die wenigen, vor dem Kosovokrieg 1999 ansässigen Serben flüchteten infolgedessen aus der Gemeinde.

### Altersstruktur und Lebenserwartung
Gjakova hat eine besonders junge Bevölkerung, wie dies im ganzen Kosovo meist der Fall ist. Etwa 52 Prozent derselbigen sind unter 25 Jahre alt; nur 4,6 Prozent gehören zu den über 65-Jährigen. Die durchschnittliche Lebenserwartung beträgt 71 Jahre.

### Bevölkerungsentwicklung
Erstmals vom Bistum Skopje erfasst wird die Einwohnerstruktur von Gjakova im Jahr 1638. Damals zählte die Stadt 20 katholische, 20 orthodoxe und 320 muslimische Häuser. In den Jahren 1641/42 wurden 16 orthodoxe und 250 muslimische Häuser registriert. 1853 gab es neben 75 katholischen, 80 orthodoxen und 4000 muslimischen Häuser auch 300 Haushalte, die von Zigeunern bewohnt waren. Im Jahr 1872 betrug die Einwohnerzahl der Stadt Gjakova etwa 10.000, von denen die Mehrheit muslimisch waren.
| Zensus    | 1948   | 1953   | 1961   | 1971   | 1981   | 1991   | 2011   |
| --------- | ------ | ------ | ------ | ------ | ------ | ------ | ------ |
| Einwohner | 15.190 | 17.065 | 21.368 | 31.281 | 42.031 | 59.008 | 40.827 |

## Politik
Seit den letzten Kommunalwahlen im Kosovo 2013 ist Mimoza Kusari-Lila von der Aleanca Kosova e Re (AKR) Bürgermeisterin von Gemeinde und Stadt. Laut dem Statut der Gemeinde setzt sich der Gemeinderat aus 41 Mitgliedern zusammen, einschließlich des Bürgermeisters. Sie gehören mehrheitlich der AAK an.

### Partnerstädte
- Shëngjin, Albanien seit 2012[21]
- Lodève, Frankreich seit 2013[22]
- Gemeinde Čair, Skopje, Nordmazedonien seit 2014[23]

## Kultur und Sehenswürdigkeiten

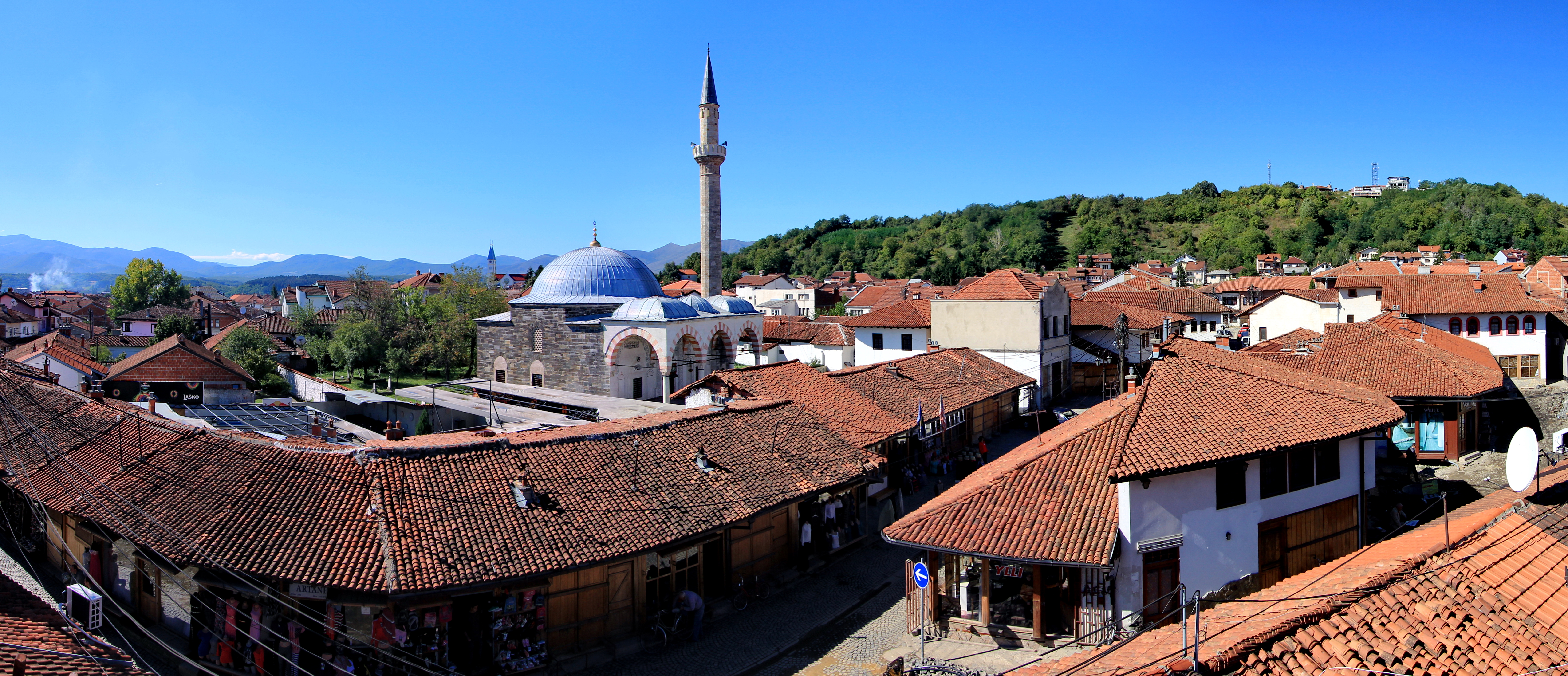
Blick über die Altstadt zur Hadum-Moschee

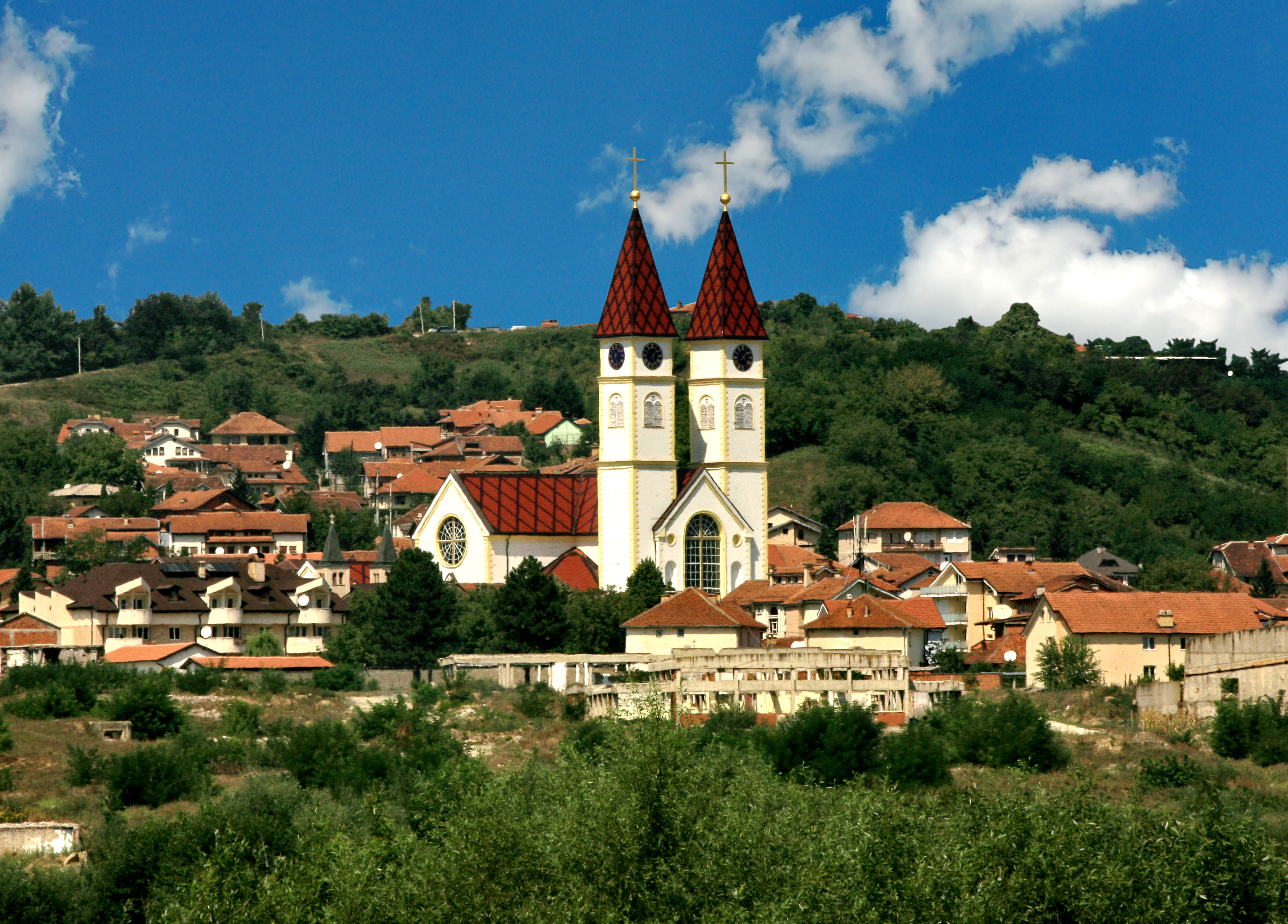
Römisch-katholische Kirche St. Peter und Paul

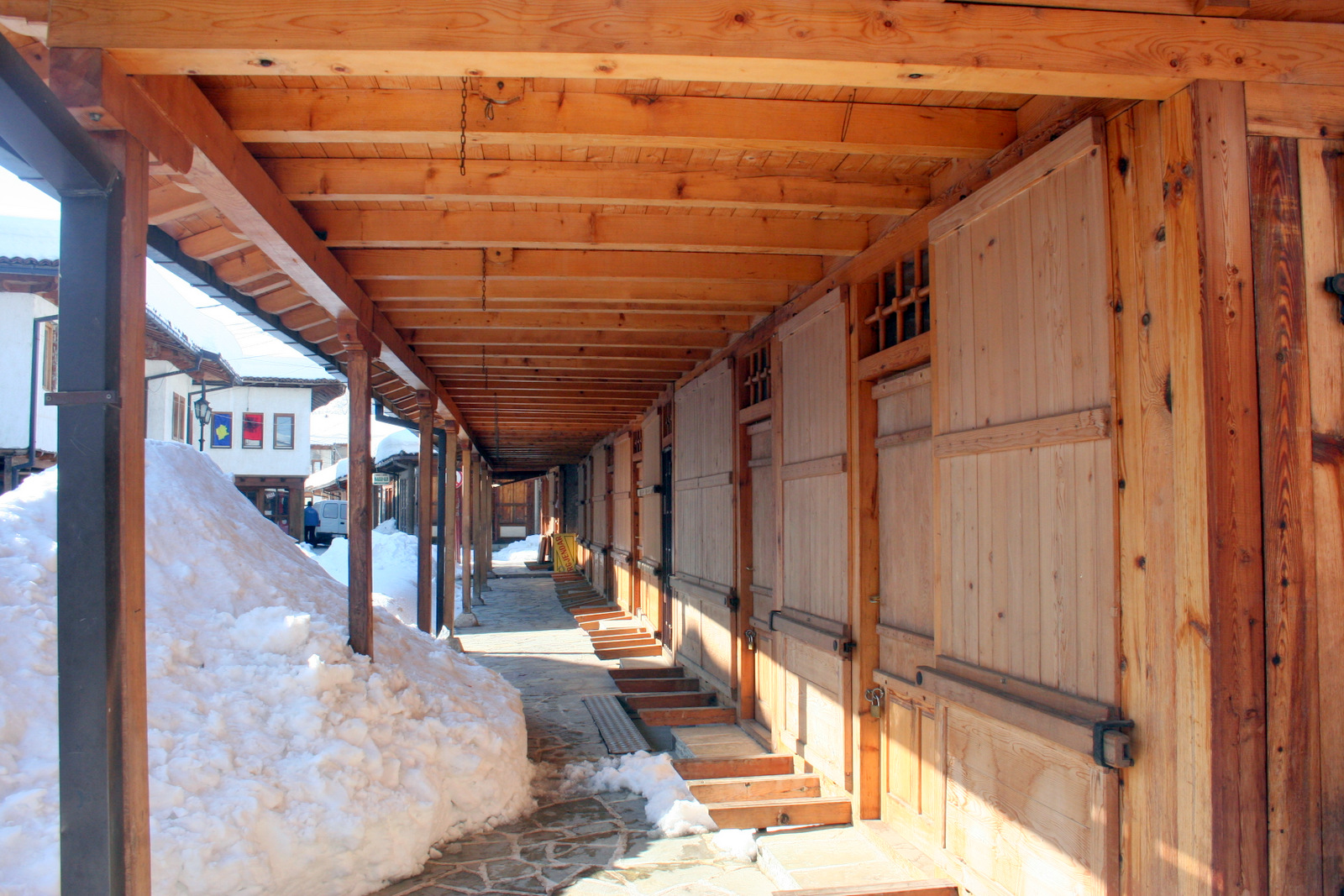
Nahaufnahme eines typischen Holzgebäudes

Gjakova hat eine reiche traditionelle Kultur. Die Stadt ist vor allem durch ihre vielen Sehenswürdigkeiten aus den letzten Jahrhunderten bekannt, die eine gewisse Zahl an Touristen anlocken. Doch auch ihre Museen, die Bibliothek, das Theater und die vielen kulturellen Veranstaltungen gehören zum kulturellen Leben der Stadt.

### Bauwerke
Gjakova besitzt 33 Moscheen, einige sind mehrere Jahrhunderte alt. Dazu zählt die Hadum-Moschee von 1592. Mitten in der Altstadt gelegen, ist sie eine architektonisch einzigartige Moschee im Kosovo. Der Sakralbau ist reich mit Ornamenten bemalt und im Inneren mit Holzelementen verziert. Die Motive der vielen Arabesken sind Landschaften und rote, blaue sowie gelbe Blumen. Im Kosovokrieg wurde sie stark beschädigt. Die Sanierung fand zwischen 2003 und 2010 statt.
Die gut erhaltene Altstadt (Basar) ist die größte Attraktion der Stadt. Die engen, gepflasterten Gassen sind von niedrigen, meist zweistöckigen Häuserzeilen gesäumt, die in typischer osmanischer Architektur aufgebaut sind. Wichtige Elemente solcher Gebäude sind Holzträger und Fachwerk.
Auch ein wichtiger Bestandteil der Altstadt sind die albanischen Bürgerhäuser aus Stein, die Türmen ähneln.
Der Uhrturm von Gjakova sowie die außerhalb gelegenen Schneiderbrücke, Gerberbrücke und Fshajt-Brücke bei der Drin-Schlucht sind weitere Wahrzeichen der Stadt.

### Kulturelle Einrichtungen
Der Kulturpalast „Asim Vokshi“ wurde am 7. Juli 1977 eröffnet und bietet für verschiedene kulturelle Anlässe Platz. Das Theater „Emin Duraku“ ist eine weitere Einrichtung, die vor allem Amateurschauspielern Möglichkeiten zur Darstellung bietet. Der Literaturklub „Gjon Nikollë Kazazi“ organisiert jährlich seit 1964 den Mitingu i Poezisë (zu Deutsch Poesie-Treffpunkt), bei dem neben albanischen auch ausländische Schriftsteller auftreten.
Das Ethnographische Museum beherbergt eine große Sammlung an örtlichen traditionellen Trachten, Musikinstrumenten und anderen Artefakten, die das frühere Leben der Albaner der Region darstellen.

### Traditionen
Gjakova ist im albanischen Kulturraum für seine Trachten, Lieder, Tänze und vor allem den typischen „Sofra“ bekannt. Hierbei singen viele Männer sitzend mit Instrumentalbegleitung verschiedene Lieder um einen runden niedrigen Holztisch (albanisch sofra).

### Sport
Der lokale Fußballverein heißt KF Vëllaznimi und spielt zurzeit in der zweithöchsten Liga, der Liga e Parë.

## Infrastruktur

### Soziales
In Gjakova befinden sich die Pädagogische Hochschule „Bajram Curri“ und seit dem Schuljahr 2002/03 eine Niederlassung der pädagogischen Fakultät der Universität Pristina.
Nach einer Zählung von 2011 durch die OSZE gibt es in der Gemeinde 39 Grundschulen mit 16.509 Schülern, sieben Sekundarschulen mit 5.911 Schülern und sechs Kindergärten mit 626 Kindern.

### Verkehr
Gjakova liegt an einer wichtigen Trasse zwischen dem Kosovo und Albanien. Etwa 17 Kilometer nordwestlich liegt der Grenzübergang Qafa e Morinës (zu Deutsch Morina-Pass), von wo die M-9.1 über Gjakova nach Klina führt. Die Passstraße befindet sich in einem sehr guten Zustand. Eine weitere Straße führt von Gjakova ins benachbarte Prizren im Südosten.
Der Flughafen Gjakova, derzeit noch Militärflugplatz unter Kontrolle der italienischen Luftstreitkräfte, soll zum Zivilflughafen ausgebaut werden.

## Wirtschaft

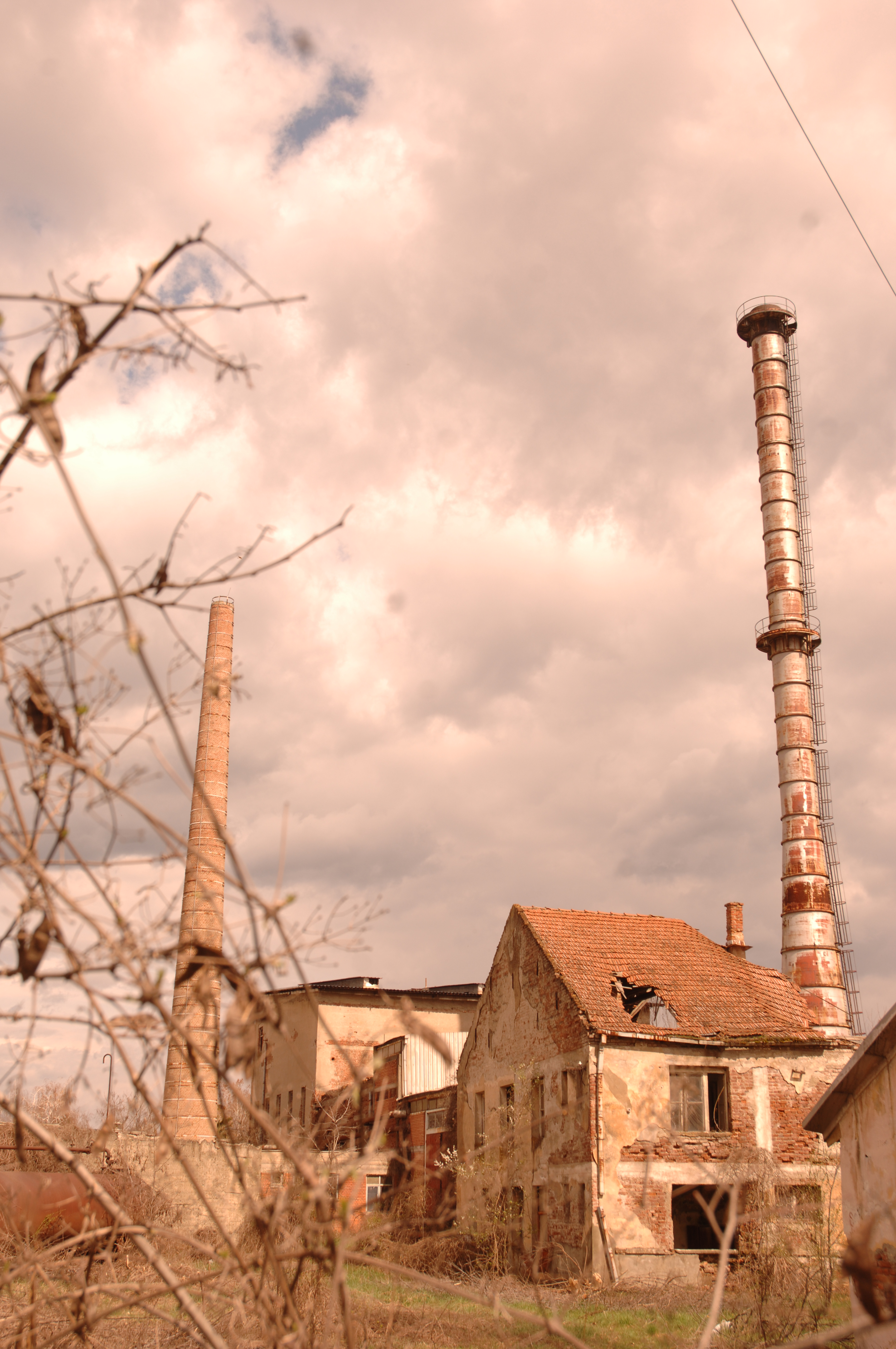
Stillgelegte Fabriken aus jugoslawischer Zeit im Industriegebiet

### Unternehmen
Aufgrund der geschichtlichen Entwicklung ist Gjakova ein bedeutendes industrielles und wirtschaftliches Zentrum des Kosovo. Im Jahr 2008 waren viele kleinere und mittlere textil- und metallverarbeitende Betriebe, Handelsunternehmen sowie Speditionen angesiedelt. Einige weitere Unternehmen sind noch im Privatisierungsprozess.

### Arbeitslosigkeit
Die Stadt leidet unter sehr hoher Arbeitslosigkeit vor allem unter Frauen, und Jugendliche finden kaum eine Anstellung. Nach einer Berechnung des Entwicklungsprogramms der Vereinten Nationen waren im Jahr 2004 folgende Anteile der jeweiligen Altersgruppe und des Geschlechts arbeitslos:
| Alter       | Anteil Frauen | Anteil Männer | Insgesamt |
| ----------- | ------------- | ------------- | --------- |
| 15–24 Jahre | 81,08 %       | 48,98 %       | 62,79 %   |
| 25–34 Jahre | 59,26 %       | 34,44 %       | 40,17 %   |
| 35–49 Jahre | 16,00 %       | 32,91 %       | 28,85 %   |
| 50–64 Jahre | 11,76 %       | 49,12 %       | 40,54 %   |

## Persönlichkeiten
- Sulejman Vokshi (1815–1890), Politiker und Militarist
- Bajram Curri (1862–1925), Politiker
- Asim Vokshi (1909–1937), Militarist
- Fadil Hoxha (1916–2001), Politiker
- Naim Krieziu (1918–2010), Fußballspieler
- Xhafer Spahiu (1923–1999), Politiker
- Besim Bokshi (1930–2014), Lyriker und Sprachwissenschaftler
- Mahmut Bakalli (1936–2006), Politiker
- Vladimir Durković (1938–1972), Fußballspieler
- Ali Podrimja (1942–2012), Lyriker
- Pal Lekaj (* 1962), Politiker
- Besnik Hasi (* 1971), Fußballspieler und -trainer
- Mehmet Haxhosaj (* 1972), Schriftsteller, Schauspieler und Übersetzer
- Atifete Jahjaga (* 1975), Politikerin
- Mimoza Kusari-Lila (* 1975), Politikerin
- Arnold Gjergjaj (* 1984), Boxer
- Argjentina Ramosaj (* 1990), Popsängerin
- Fanol Përdedaj (* 1991), Fußballspieler
- Valonis Kadrijaj (* 1992), Fußballspieler